# Lochyrus frezieri
Lochyrus frezieri är en tvåvingeart som beskrevs av Artigas 1970. Lochyrus frezieri ingår i släktet Lochyrus och familjen rovflugor. Inga underarter finns listade i Catalogue of Life.